# Mario Lavista
Mario Lavista   (Ciutat de Mèxic, 3 d'abril de 1943 - Ciutat de Mèxic, 4 de novembre de 2021) va ser un compositor, escriptor i intel·lectual mexicà.

## Biografia
Lavista va inscriure el Taller de Composició al Taller de Composició al Conservatori Nacional el 1963, sota la direcció de Carlos Chávez, Héctor Quintanar i Rodolfo Halffter. El 1967 va rebre una beca del govern francès per estudiar a la "Schola Cantorum" de París, on va estudiar amb Jean-Étienne Marie. Durant la seva estada a Europa, va assistir a cursos de Henri Pousseur, Nadia Boulanger, Christoph Caskel i Karlheinz Stockhausen.
El 1970 va fundar Quanta, un grup d'improvisació col·lectiva. També va treballar a l'estudi de música electrònica de la ràdio i la televisió de Tòquio el 1972. A finals dels anys setanta i principis dels vuitanta va col·laborar estretament amb intèrprets de renom en treballs en solitari i de cambra on va explorar possibilitats tímbriques inusuals mitjançant l'ús tècniques. El 1982 va fundar "Pauta", una de les revistes musicals més importants d'Amèrica Llatina, i continua sent el seu editor principal. El 1987 va rebre una beca Guggenheim per la seva primera (i única) òpera Aura, basada en el relat de Carlos Fuentes. Aura es va estrenar el 1988 al Palau de Belles Arts de Ciutat de Mèxic.
Lavista va abordar els gèneres religiosos en una sèrie de composicions on utilitzava procediments medievals i renaixentistes, com l'ús simbòlic de certs intervals, permutacions canòniques i iso-rítmica, més evident a la Missa ad Consolationis Dominam Nostram, una obra central de la seva obra.
Va rebre múltiples premis i distincions: Premi Nacional de Ciències i Arts i Medalla Mozart el 1991, menció d'honor del Sistema Nacional de Creadors del Fons Nacional per a la Cultura i les Arts el 1993 i pertinença al prestigiós "El Colegio Nacional" des de 1998. Les obres de Lavista es representen amb freqüència a Europa i a tota Amèrica, on viatjava regularment per impartir conferències i seminaris sobre composició. Des del 1970 impartia classes d'anàlisi musical i composició al Conservatori Nacional de Ciutat de Mèxic. A més, va ser professor visitant a la Universitat de Chicago, la Universitat Cornell, la Universitat de Califòrnia a San Diego, la Universitat d'Indiana, la Universitat McGill, la Universitat del Nord de Texas i la Universitat de Nou Mèxic.
També va compondre música incidental per a obres de teatre, partitures de pel·lícules (sobretot en col·laboració amb Nicolás Echevarría), peces orquestrals i música vocal.
El 2013, Mario Lavista va guanyar el premi de composició Tomás Luis de Victoria, el principal reconeixement a la creativitat musical per a compositors iberoamericans.

## Treballs
Música de cambra
- Antifonía, mixed quintet
- Canti, guitar ensemble
- Cant de l'Alba, flauta només
- Cinc Danses Breus, woodwind quintet
- Quadern de Viatge, viola o violoncel sol
- Dansa de les Ballarines de Degas, flauta travessera i teclat
- Diacronia, quartet de corda
- Diàlegs, violí i teclat
- Elegia (a la mort de Nacho), flauta i teclat
- Gargantua, quartet de corda i conjunt de vents de fusta
- Lacrymosa, orquestra de cambra
- Marsias, oboè i conjunt
- Natarayah, guitarra sola
- Quotations, violoncel i teclat
- Reflexos de la Nit, orquestra i qurtet de corda
- Responsori in Memoriam Rodolfo Halffter, Fagot i conjunt
- Quartet de corda núm.. 6
- Tres Danses Seculars, violoncel i teclat.

Música orquestral
- Sinfonia Modal
- Cello Concerto
- Clepsidra
- Ficciones
- Hacia el Comienzo, veu i conjunt mitjans
- Lyhannh.

Cançons
- Dos Canciones, veu i conjunt mitjans

Només teclat
- Mater Dolorosa, orgue sol
- Pieza Para un Pianista y un Piano, piano sol
- Simurg, piano sol